# Карл Людвиг Генріх Барк
Карл Лю́двиг Ге́нріх (Лю́двиг Ге́нріхович) Барк (15 грудня 1835, Феллін — квітень 1882, Санкт-Петербург) — російський лісівник, спеціаліст зі степового лісорозведення. Завідувач Великоанадольського зразкового степового лісництва, ревізор Лісового департаменту, надвірний радник Корпуса лісничих, директор Лісінського навчального лісництва (Лісіно).

## Біографія
Карл Людвиг Генріх Барк народився 15 грудня 1835 року у Фелліні Ліфляндської губернії (тепер Вільянді, Естонія) в лютеранській родині. Його батько був орендатором маєтку Ейсгоуфер Феллінського повіту.
У 1860 році закінчив фізико-математичний факультет Дерптського університету, отримав також атестат з дисциплини «Сільське господарство». У 1861 році навчався на курсах лісівництва в Санкт-Петербурзькому Лісовому та межовому інституті і у Лісінському навчальному лісництві. Мав звання поручика Корпуса лісничих, був резервним лісничим.
У листопаді 1861 року був призначений помічником керуючого Великоанадольським степовим лісництвом В. Є. фон Граффа. У січні 1867 року фон Графф їде до Москви, і Барк стає завідувачем лісництва.
15 жовтня 1874 — 15 квітня 1875 Л. Г. Барк здійснив закордонну поїздку. Він відвідав Дрезден, Тарандт, де прослухав курс лекцій у місцевій лісовій академії, Угорщину і Світову виставку у Відні.
З 8 березня 1878 по грудень 1881 — ревізор лісовпорядкування Лісового департаменту. Влітку 1879 року сім'я Барка переїхала до Санкт-Петербурга, і в 1880 році Людвіг Генріхович залишає лісництво і слідує за дружиною і дітьми. У Петербурзі 29 грудня 1881 він був призначений директором Лісінського навчального лісництва.
У квітні 1882 року, на 47-му році життя, Л. Г. Барк раптово помер від менінгіту.
У 1882 році професор М. С. Шафранов запропонував на частину грошей, вже зібраних для пам'ятника В. Є. фон Граффу встановити в Великоанадольському лісництві обеліск обом лісівникам. Пропозиція була одноголосно схвалена Лісовим товариством, але залишилася нереалізованою.

### Сім'я
- Дружина — Тимченко Юлія Петрівна (1849—1931).
- Син — Барк Петро Львович (1869—1937), російський державний діяч, банкір, останній міністр фінансів Російської імперії, дійсний таємний радник.

## Діяльність
У 1860-і роки відбувалося скорочення робіт з лісорозведення в степу, відчувався брак фінансування, скорочувався штат посадових осіб. Так, штат Великоанадольського лісництва в 1867 році був скорочений з 38 до 10 осіб, роботи з лісорозведення стали виконуватися вільнонайманцями. Для здешевлення робіт Л. Г. Барк запропонував створювати чисті насадження без підліску з ясена, кленів, білої акації, карагани, в'язів. Це дозволило знизити вартість робіт до 160—180 рублів за гектар і, як вважав Барк, не повинно було завдати шкоди справі лісорозведення. Такі культури були названі «барковськими», в 1866—1877 роках їх було створено 568 га.
Однак через 10-15 років барковські насадження почали масово гинути, а посадки фон Граффа продовжували зростати. Л. Г. Барк прийшов до висновку, що основною породою для степового лісорозведення повинен бути дуб звичайний, також необхідно створення підліска.
У 1875 році Барком складена «Программа опытов, предлагаемых производить в Великоанадольском образцовом степном лесничестве». Це велика робота, що включає описи різних варіантів обробки ґрунту, посіву, посадки, догляду та ведення лісового господарства. «Програма» зберігається в РДІА (ф. 387, оп. 3, № 24745, Л. Л. 228—245). Також Л. Г. Барк написав дві статті, опубліковані в галузевих журналах:
- Степное лесоразведение в Екатеринославской губернии // Лесной журнал. — 1873. — № 5;
- Лесоразведение на юге России // Сельское хозяйство и лесоводство. — 1880. (січень—квітень, ч. CXXXIII).